# Harry H. Corbett
Harry H. Corbett (28 de febrero de 1925 – 21 de marzo de 1982) fue un actor británico.

## Primeros años
Corbett nació en Rangún, Birmania, en aquel momento colonia británica. Su padre era un oficial del Ejército Británico destinado en el país como parte de las fuerzas coloniales de defensa. Corbett fue mandado de vuelta a Inglaterra tras fallecer su madre cuando él tenía tres años de edad, siendo criado por una tía en Mánchester.
Corbett sirvió en los Marines Reales durante la Segunda Guerra Mundial, y tras la contienda trabajó haciendo radiografías, hasta que empezó su carrera interpretativa actuando en el teatro de repertorio. En los inicios de la década de 1950 añadió una 'H' a su nombre a fin de evitar confusión con el artista televisivo Harry Corbett, conocido por su actuación con el títere Sooty.
En 1956 actuó en el Teatro Phoenix de Londres en la obra "The Family Reunion". A partir de 1958 empezó a actuar regularmente en el cine, ganándose la fama de intérprete serio e intenso, en contraste con su posterior reputación conseguida por su trabajo en las sitcoms. Actuó en dramas televisivos tales como The Adventures of Robin Hood (con cuatro personajes diferentes en cuatro episodios distintos entre 1957 y 1960) y Police Surgeon. También trabajó con la compañía de Joan Littlewood, Theatre Workshop, en el Teatro Royal en Stratford, Londres.

## Steptoe and Son
Una reunión casual con los guionistas Ray Galton y Alan Simpson, que habían trabajado en Hancock's Half Hour, cambió la vida de Corbett.
Y así, en 1962 Corbett actuó en "The Offer", un episodio de la serie de la BBC Comedy Playhouse, escrita por Galton y Simpson. Interpretaba a Harold Steptoe, un ropavejero que vivía con su irascible padre, Albert, interpretado por Wilfrid Brambell, con la única compañía de su caballo.
El programa fue un éxito, y dio lugar a una serie que se emitió, con interrupciones, hasta 1974, siendo el último episodio un especial navideño. Aunque la popularidad de Steptoe and Son convirtió a Corbett en una estrella, su carrera se vio irremediablemente asociada a Steptoe a ojos del público. A finales de la década de 1970 se organizó una gira teatral de Steptoe and Son por Australia, la cual fue un desastre. Wilfrid Brambell bebía mucho, y eso afectaba en ocasiones a sus actuaciones. Sin embargo, ambos se reunieron poco antes de fallecer Corbett para una última actuación como Steptoe and Son para un anuncio publicitario del café Kenco.
Tras finalizar oficialmente la serie, interpretó al personaje de nuevo, esta vez  en la radio (con un nuevo sketch en 1979) así como en un anuncio televisivo de Ajax Soap, además del ya mencionado de Kenco Coffee.  

## Otros trabajos
Además de pantomimas, Corbett representó otras obras teatrales. Para el cine fue James Ryder en el film británico de 1963 Ladies Who Do.
Steptoe and Son llevó a Corbett a interpretar comedias, protagonizando Carry On Screaming! en 1966, y actuando en la película de Terry Gilliam Jabberwocky (1977). También trabajó en unos de los segmentos de The Magnificent Seven Deadly Sins. En 1964 actuó junto a Ronnie Barker en The Bargee, escrita por Galton y Simpson. Hubo dos películas de Steptoe and Son: Steptoe and Son (1972) y Steptoe and Son Ride Again (1973). También tuvo el primer papel en otras dos series televisivas, Mr. Aitch en 1967 (escrita especialmente para él) y Grundy en 1980.  
Además, tuvo un papel de reparto en el film de David Essex Silver Dream Racer en 1980 actuando también en la controvertida película Hardcore en 1977.
Corbett también grabó una serie de discos sencillo, la mayoría canciones humorísticas basada en su personaje del ropavejero, con temas como "Harry You Love Her" y "Junk Shop". En 1973 también grabó un álbum titulado Only Authorised Employees To Break Bottles.

## Orden del Imperio Británico
Corbett hizo campaña a favor del Partido Laborista, actuó en una emisión televisiva del partido, y fue invitado de Harold Wilson. Harold Steptoe había sido un secretario del Partido Laborista en el episodio "Tea for Two". En 1969 Corbett actuó como Harold Steptoe en una emisión de dicho partido.
En 1976, siendo primer ministro Wilson, quiso que Corbett fuera recompensado con la OBE, la cual le fue concedida por sus servicios al drama.

## Últimos años
Corbett tuvo su primer infarto agudo de miocardio en 1979. Actuó en una pantomima en el Teatro Churchill de Bromley  (Londres) a los dos días de abandonar el hospital. Más adelante tuvo un accidente de tráfico del que resultó malherido, actuando poco después en la serie detectivesca de la BBC Shoestring, en la que se podía apreciar su rostro lesionado.
La última actuación de Corbett tuvo lugar en el episodio de la serie de Anglia Television/Independent Television (ITV) Tales of the Unexpected "The Mole". Filmado poco antes de su fallecimiento, se emitió dos meses después del mismo, en mayo de 1982. Había fallecido a causa de un infarto agudo de miocardio en Hastings, Sussex del Este, a los 57 años de edad. Fue enterrado en la parroquia de Ashburnham y Penhurst, Sussex del Este.
Corbett se casó en dos ocasiones, la primera con la actriz Sheila Steafel, y la segunda con Maureen Blott, con quien tuvo dos hijos, uno de ellos la actriz Susannah Corbett.

## Filmografía parcial
- Passing Stranger (1954)
- Nowhere to Go (1958)
- The Shakedown (1959)
- Cover Girl Killer (1959)
- Floods of Fear (Oleadas de terror) (1959)
- Shake Hands with the Devil (1959)
- In the Wake of a Stranger (1959)
- The Unstoppable Man (1960)
- The Big Day (1960)
- Wings of Death (1961)
- Some People (1962)
- Sammy Going South (Huida hacia el sur) (1963)
- Sparrows Can't Sing (1963)
- What a Crazy World (1963)
- Ladies Who Do (Las extrañas mujres de Pitt Street) (1963)
- The Bargee (1964)
- Rattle of a Simple Man (1964)
- Joey Boy (1965)
- The Sandwich Man (1966)
- Carry On Screaming! (1966)
- Crooks and Coronets (1969)
- Steptoe and Son (1972)
- Steptoe and Son Ride Again (1973)
- Percy's Progress (1974)
- Hardcore (1977)
- La bestia del reino (Jabberwocky), de Terry Gilliam (1977)
- Adventures of a Private Eye (1977)
- What's Up Superdoc! (1978)
- The Plank (1979)
- Silver Dream Racer (1980)